# Tortola
Tortola là hòn đảo lớn nhất và đông dân cư nhất của Quần đảo Virgin thuộc Anh, một nhóm các hòn đảo tạo thành một phần của quần đảo Virgin. Người Hà Lan định cư và gọi đảo là Ter Tholen, theo tên một hòn đảo ven biển tạo thành một phần bờ biển phía tây của Hà Lan. Khi người Anh đến, họ đã đổi tên đảo thành Tortola, tên gọi vẫn được sử dụng cho đến nay.
Người châu Âu bắt đầu xuất hiện trong lịch sử của Tortola sau năm 1493, khi Cristoforo Colombo phát hiện ra những hòn đảo mà nay được gọi là Quần đảo Virgin thuộc Anh và Quần đảo Virgin thuộc Mỹ và đặt tên cho chúng theo 11.000 trinh nữ của Thánh tử đạo Ursula. Người Tây Ban Nha đã thực hiện một vài nỗ lực để có thể định cư tại khu vực, song những tên hải tặc như Râu đen và Thuyền trưởng Kidd mới là những người Âu đầu tiên định cư trên các đảo.
Đến thế kỷ 17, người Anh đã chiếm đoạt quyền kiểm soát khu vực từ tay người Hà Lan, họ thành lập một thuộc địa đồn điền lâu dài tại đảo Tortola và các đảo xung quanh. Ngành công nghiệp mía đường, phụ thuộc vào các lao động nô lệ người châu Phi được vận chuyển đến, đã thống trị Tortola trong 150 năm sau đó. Đến giữa thế kỷ 19 thì kinh tế trên đảo giảm sút sau khi bãi bỏ chế độ nô lệ. Một tỷ lệ lớn số địa chủ người da trắng đã dời Quần đảo Virgin thuộc Anh trong thời gian suy thoái kinh tế, nhưng mối quan hệ chính trị giữa đảo và người Anh vẫn tiếp tục được duy trì.
Tortola là một hòn đảo đồi núi, dài 13,5 mi (19 km) và rộng 3 mi (5 km), với diện tích 21,5 dặm vuông (55,7 km²). Được tạo thành bởi hoạt động núi lửa, đỉnh cao nhất trên đảo là núi Sage với cao độ 1750 feet (530 m). Tortola nằm gần một đới đứt đoạn động đất, và thường xuyên xảy ra động đất nhỏ.
Dân số Tortola là 23.908 người. Khu định cư chính là Road Town, thủ phủ của Quần đảo Virgin thuộc Anh.